# Пролив Крузенштерна
Пролив Крузенштерна — пролив в Тихом океане, отделяет остров Райкоке от острова Шиашкотан. Соединяет Охотское море и Тихий океан. Наиболее крупный пролив Курильской гряды.
Длина около 15 км. Минимальная ширина 74 км. Максимальная глубина 1764 м. Берег обрывистый, скалистый.
Солёность воды в проливе составляет от 32,5 до 34,2 промилле. Площадь поперечного сечения пролива составляет 40,84 км².
В проливе выделяются две отмели глубиной около 150 м. В центральной части пролива расположены скалы Ловушки. В южной части соединяется с проливом Головнина.
Средняя величина прилива по берегам пролива 1,0 м.
Пролив назван в честь мореплавателя Ивана Фёдоровича Крузенштерна, который проходил пролив на корабле «Надежда» в мае 1805 года и едва не разбился на скалах Ловушки.
Берега пролива не заселены. Пролив находится в акватории Сахалинской области.

## См.также
- Курильские проливы